# Lednik Severnyj Inyltjek
Lednik Severnyj Inyltjek (ryska: Ледник Северный Иныльчек, Lednik Engil’chek, Lednik Inyl’chek) är en glaciär i Kirgizistan, på gränsen till Kazakstan. Den ligger i den östra delen av landet, 500 km öster om huvudstaden Bisjkek. Lednik Severnyj Inyltjek ligger 3 795 meter över havet.
Terrängen runt Lednik Severnyj Inyltjek är huvudsakligen bergig, men den allra närmaste omgivningen är kuperad. Lednik Severnyj Inyltjek ligger nere i en dal. Runt Lednik Severnyj Inyltjek är det mycket glesbefolkat, med 5 invånare per kvadratkilometer. Det finns inga samhällen i närheten. Trakten runt Lednik Severnyj Inyltjek är permanent täckt av is och snö.